# 林登鲍姆-塔斯基代数
在数理逻辑中，逻辑理论T的林登鲍姆-塔斯基代数（Lindenbaum–Tarski algebra）A由这个理论的句子p的等价类构成（其中等价关系~定义为:p ~ q当且仅当p和q在理论T中逻辑等价的时候，也即在理论T中，句子p与q能互相推出对方）。
在A中的运算继承自T中能获得的那些运算，典型的是合取和析取，在这里它们在这些类上是良定的。当T中存在否定的时候，A是布尔代数，假定逻辑是经典逻辑。反或来说，对于所有布尔代数A，有（经典）句子逻辑的一个理论T使得T的林登鲍姆-塔斯基代数同构于A。换句话说，所有布尔代数都是（不別同构之異）林登鲍姆-塔斯基代数。
在直觉逻辑的情况下，林登鲍姆-塔斯基代数是海廷代数。
有时简称为林登鲍姆代数，这个构造得名于阿道夫·林登鲍姆（1904年－1941或1942年）和阿尔弗雷德·塔斯基。

## 引用
- Hinman, P. . A K Peters. 2005. ISBN 978-1-56881-262-5.